# Hydrangea mangshanensis
Hydrangea mangshanensis är en hortensiaväxtart som beskrevs av Chao Fen Wei. Hydrangea mangshanensis ingår i släktet hortensior, och familjen hortensiaväxter. Inga underarter finns listade i Catalogue of Life.